# Lesbœufs
Lesbœufs település Franciaországban, Somme megyében. Lakosainak száma 167 fő (2022. január 1.). Lesbœufs Beaulencourt, Morval, Le Transloy, Ginchy és Gueudecourt községekkel határos.

## Népesség
A település népességének változása:
| Lakosok száma | 157  | 171  | 179  | 182  | 177  | 173  | 168  | 167  | 167  |
|               | 2013 | 2015 | 2016 | 2017 | 2018 | 2019 | 2020 | 2021 | 2022 |